# 狂恋 (1946年の映画)
『狂恋』（きょうれん、Martin Roumagnac）は、1946年のフランスの犯罪映画。出演はジャン・ギャバンやマレーネ・ディートリヒなど。
初公開時のタイトルは『狂戀』だった。

## キャスト
※括弧内は日本語吹替（初回放送1965年3月20日 NETテレビ 15:15-17:15）
- マルタン・ルーマニャック：ジャン・ギャバン（森山周一郎）
- ブランシュ・フェラン：マレーネ・ディートリヒ（麻生美代子）
- ブランシュの叔父：ジャン・ディード（西桂太）
- マルタンの妹：マルゴ・リオン（北川博子）
- 教師：ダニエル・ジェラン（小関一）

## スタッフ
- 監督：ジョルジュ・ラコンブ
- 原作：ピエール・ルネ・ボルフ
- 脚本：ピエール・ヴェリ
- 撮影：ロジェ・ユベール
- 音楽：ジョヴァンニ・フスコ